# مارسيلو ريفيسكويني
مارسيلو ريفيسكويني (بالإسبانية: Marcelo Refresquini)‏ (28 سبتمبر 1980 بمونتفيدو في الأوروغواي - ) هو لاعب كرة قدم أوروغواني في مركز الهجوم. لعب مع Metropolitanos F.C. ‏.

## وصلات خارجية
- مارسيلو ريفيسكويني على موقع قاعدة بيانات كرة القدم.إي يو (الإنجليزية)